# いどみん
いどみん（4月12日 - ）は、日本の振付師。

## 略歴
出身地は明らかにしていないが、インタビューでは「コンサートもリリイベもない」「海沿いの田舎で育った人間」と語っている。
大学進学で名古屋に引っ越してからハロー!プロジェクトのコンサートに足繁く通うようになり、日本特殊陶業市民会館フォレストホールの後方席で振りコピをしていたという。
就職後、23歳の時に、振りコピの精度を高めるためにダンス教室に通い始め、教室で出会った仲間たちと「踊ってみた」を始める。
2014年、名古屋のクラブイベントで地元のアイドルグループの振り付けを依頼され、「踊ってみた」で知り合いだったミキティー本物に相談したところ「やればいいじゃん」と背中を押される。最初に担当したのはPink♡Dolce。
その後、NEO JAPONISM、終演後物販卍（現SANDAL TELEPHONE）など東京のアイドルからも依頼が来るようになり、ミキティー本物の紹介でクマリデパートの振り付けを担当するようになったことを機会に会社を辞め上京する｡ゼロイチファミリアがアイドルグループに参入する際に振り付けの依頼があり、＃ババババンビ、＃2i2、＃よーよーよー、#Mooove!をデビュー時より担当する。
2021年から振り付けを担当した教え子を集めたイベントを東京で開催している。2023年春には「いどみん生誕ツアー2023」と題し、東京・札幌・バンコクの3都市で開催された。

## 振付担当
- AKB48グループ - HKT48、STU48、JKT48
- エイベックス・マネジメント - SUPER☆GiRLS
- リーディ - NEO JAPONISM、AOAO、ASTROMATE
- 終演後物販卍→SANDAL TELEPHONE
- ekoms - クマリデパート、クロスノエシス、diig
- imaginate（HEROINES） - iLIFE!、TENRIN、夜光性アミューズ、ポンコツコンポ、のんふぃく!、twinpale、GILTY×GILTY、ガガピエロ、ZUTTO MOTTO、iLiFE!候補生、ナナコロビヤオキ、ドレスコード
- ゼロイチファミリア - ＃ババババンビ、＃2i2、＃よーよーよー、#Mooove!
- アソビシステム（KAWAII LAB.） - FRUITS ZIPPER、CANDY TUNE、SWEET STEADY
- TSUIMA Inc. - タイトル未定、iluxion、BYBBiT、selfish
- ポリム - アンスリューム
- RIZEプロダクション - FES☆TIVE、MyDearDarlin'、JamsCollection、I MY ME MINE、Bunny La Crew、#ドレミファソラシード、ICECREAM SCREAM
- FreeK-Laboratory - ネコプラpixx.、chuLa、てぃあどろっぷ！
- コレットプロモーション - まねきケチャ、ベンジャス!
- PLAYYTE - Appare!、UtaGe!
- TWIN PLANET -  高嶺のなでしこ、可憐なアイボリー、Ma'Scar'Piece（TIF de Debut2024 suppoted by Denonbu シモキタザワエリア）、福を架ける少女
- Wicky.Records - I'mew（あいみゅう）
- WACK - KiSS KiSS
- Nプロダクション - ONE BY ONE
- ディアステージ - きゅるりんってしてみて
- QOOLONG - zanka
- ヴェルヴェットマネージメント - 疾走クレヨン
- マリオネッ→ワールズエンド。→Merry BAD TUNE.
- YU-M エンターテインメント - アップアップガールズ（仮）、アップアップガールズ（2）
- FreoMotto - なみだ色の消しごむ
- NUANCE
- Lily of the valley
- Zsasz
- 純情のアフィリア
- おむすびコロコロ
- スーパーベイビーズ
- アキストゼネコ
- きゅ〜くる
- ideal peco
- 衛星とカラテア

タイ
- Sumomo、Euphonie☆、Siamdol Cafe、IKINARI TELL ME

台湾
- Soda Shower

インドネシア
- JKT48

など

## イベント
- いどみんpresents いど祭り2021〜昼編〜supported by ekoms（2021年4月10日、TSUTAYA O-WEST）出演：クロスノエシス、Ange☆Reve、ONE BY ONE
- いどみんpresents いど祭り2021〜夜編〜supported by ekoms（2021年4月10日、TSUTAYA O-WEST）出演：クマリデパート、きゅるりんとしてみて、SANDAL TELEPHONE
- いどみんpresents いど祭り2021〜当日〜supported by エクストロメ!!（2021年4月12日、WOMB）出演：クマリデパート、＃ババババンビ
- LEADING ID（2022年11月21日、白金高輪SELENE b2）出演：＃2i2、pageONE、ONE BY ONE、クマリデパート、I'mew（あいみゅう）、ポンコツコンポ、のんふぃく!、きゅるりんってしてみて、twinpale、夜光性アミューズ、Lily of the valley、ビビっと!バビティブ〜、ワールズエンド。、nuance、＃ババババンビ
- LEADING ID -Birthday Special-（2022年4月12日、Spotify O-EAST・Spotify O-WEST）出演：I MY ME MINE、iLIFE!、アキシブproject、きゅるりんってしてみて、クマリデパート、SANDAL TELEPHONE、JamsCollection、twinpale、＃2i2、nuance、のんふぃく！、＃ババババンビ、FES☆TIVE、ベンジャス！、夜光性アミューズ、＃よーよーよー
- LEADING ID #秋のいど祭り（2022年11月14日、WWW X）出演：I MY ME MINE、iLIFE!、アンスリューム、タイトル未定、のんふぃく！、夜光性アミューズ、＃よーよーよー
- LEADING ID #いどみん生誕ツアー2023 東京（2023年4月11日、Spotify O-EAST）出演：I MY ME MINE、iLiFE!、アキストゼネコ、アンスリューム、CANDY TUNE、クマリデパート、#2i2、のんふぃく！、FES⭐︎TIVE、FRUITS ZIPPER、twinpale、Merry BAD TUNE.、#よーよーよー
- LEADING ID ALL NIGHT SPECIAL #いどみん生誕ツアー2023 東京（2023年4月11 - 12日、Spotify O-nest）出演：夜光性アミューズ、スーパーベイビーズ、NUANCE、FES⭐︎TIVE、UtaGe!
- いどみん生誕ツアー2023 札幌 supported by ついまいんく（2023年4月15日、札幌Sound  lab mole）出演：タイトル未定、ベンジャス！、クロスノエシス、SANDAL TELEPHONE、CANDY TUNE、BYBBiT、iluxion、ICECREAM SCREAM
- IDOMIN BIRTHDAY PARTY IN BANGKOK（2023年4月22日、ドンキモール・トンロー）出演：I MY ME MINE、FES⭐︎TIVE、クマリデパート、SUMOMO、Euphonie⭐︎
- LEADING ID 〜秋のいど祭り2023〜（2023年10月6日、Spotify O-WEST）TENRIN、#Mooove!、ガガピエロ、#よーよーよー、UtaGe!、CANDY TUNE、ネコプラpixx.、I MY ME MINE、夜光性アミューズ、Merry BAD TUNE.、chuLa、FES☆TIVE